# Ковач, Жофия
Жофия Ковач (венг. Kovács Zsófia; род. 6 апреля 2000, Дунауйварош) — венгерская гимнастка. Первая в истории Венгрии трёхкратная чемпионка Европы. Участница летних Олимпийских игр 2016 и 2020. Гимнастка 2016 года по версии федерации гимнастики Венгрии.

## Спортивная карьера
Спортивной гимнастикой занимается с шести лет. Участвовала в чемпионате Европы среди юниоров 2014 года в Софии (Болгария), где заняла 19-е место в личном многоборье. В следующем году Ковач приняла участие в Европейском юношеском олимпийском фестивале, который проходил в Тбилиси (Грузия), заняв пятое место в личном многоборье, четвёртое место в опорном прыжке и два седьмых места на разновысоких брусьях и бревне.

#### 2016
В 2016 году гимнастка участвовала в чемпионате Европы в швейцарском Берне, заняв восьмое место в составе сборной Венгрии в командных соревнованиях, а также пятое место на разновысоких брусьях и седьмое место в опорном прыжке. На дебютных для себя летних Олимпийских играх в Рио-де-Жанейро она заняла лишь 33-е место в квалификационном раунде и не смогла выйти ни в один финал.

#### 2017
На чемпионате Европы завоевала серебряную награду в многоборье, прервав безмедальные чемпионаты Европы для сборной Венгрии с 1998 года.

#### 2018
Чемпионат Европы 2018 года пропустила из-за травмы.

#### 2019
Из-за травмы стопы вынуждена была сняться с апрельского чемпионата Европы 2019 года в Щецине, Польша.
На чемпионате мира в Штутгарте, Германия, заняла 30-е место в многоборье и получила индивидуальную лицензию на летние Олимпийские игры 2020 в Токио, Япония.

#### 2020
На чемпионате Европы 2020 года, проходившем во время пандемии коронавируса в Мерсине (Турция), в финале командных соревнований совместно с Зоей Секей, Ченге Марией Бачкаи, Миртилль Макович и Дориной Бёцогё завоевала бронзовую награду. В финалах в опорном прыжке и на разновысоких брусьях одержала уверенные победы, став первой в истории Венгрии двукратной чемпионкой Европы.

## Результаты на турнирах
| Год  | Состязание             | Ком. | Инд. | Опорный прыжок | Разновысокие брусья | Бревно | Вольные упражнения |
| ---- | ---------------------- | ---- | ---- | -------------- | ------------------- | ------ | ------------------ |
| 2016 | Олимпийские игры       |      | 33   |                |                     |        |                    |
| 2017 | Чемпионат Европы       |      | 2    |                |                     |        |                    |
| 2017 | Чемпионат мира         |      | 29   |                |                     |        |                    |
| 2018 | Чемпионат мира         |      | 20   |                |                     |        |                    |
| 2019 | Кубок мира в Штутгарте |      | 8    |                |                     |        |                    |
| 2019 | Кубок вызова в Париже  |      |      |                | 3                   |        | 5                  |
| 2019 | Кубок вызова в Копере  |      |      |                | 1                   | 1      |                    |
| 2019 | Чемпионат мира         |      | 30   | 18             |                     |        |                    |
| 2020 | Чемпионат Венгрии      |      | 2    | 1              | 3                   | 1      |                    |
| 2020 | Чемпионат Европы       | 3    |      | 1              | 1                   |        |                    |
| 2021 | Кубок вызова в Осиеке  |      |      |                | 2                   |        |                    |
| 2021 | Кубок мира в Дохе      |      |      |                | 6                   | 2      | 5                  |
| 2021 | Олимпийские игры       |      | 14   |                |                     |        |                    |
| 2021 | Чемпионат мира         |      |      |                | 5                   |        |                    |